# Natallja Šykolenka
Natallja Ivanaŭna Šykolenka, accreditata come Natalya Shikolenko dalla World Athletics e dal russo Natal'ja Ivanovna Šikolenko (in bielorusso Наталля Іванаўна Шыколенка?; in russo Наталья Ивановна Шиколенко?; Andijan, 1º agosto 1964 – Gelendžik, 15 maggio 2025), è stata una giavellottista bielorussa, fino al 1991 sovietica, medaglia d'argento ai Giochi olimpici di Barcellona 1992 e medaglia d'oro ai mondiali di Göteborg 1995.
Anche sua sorella Tat'jana Šikolenko è stata una giavellottista che ha gareggiato per la Bielorussia fino al 1996, quando ha optato per la cittadinanza russa.

## Palmarès
| Anno                                      | Manifestazione  | Sede       | Evento                 | Risultato | Prestazione | Note |
| ----------------------------------------- | --------------- | ---------- | ---------------------- | --------- | ----------- | ---- |
| In rappresentanza dell' Unione Sovietica  |                 |            |                        |           |             |      |
| 1987                                      | Mondiali        | Roma       | Lancio del giavellotto | 14ª (q)   | 60,40 m     |      |
| 1990                                      | Europei         | Spalato    | Lancio del giavellotto | 12ª       | 53,98 m     |      |
| 1991                                      | Mondiali        | Tokyo      | Lancio del giavellotto | 11ª       | 58,82 m     |      |
| In rappresentanza della Squadra Unificata |                 |            |                        |           |             |      |
| 1992                                      | Giochi olimpici | Barcellona | Lancio del giavellotto | Argento   | 68,26 m     |      |
| In rappresentanza della Bielorussia       |                 |            |                        |           |             |      |
| 1993                                      | Mondiali        | Stoccarda  | Lancio del giavellotto | Bronzo    | 65,64 m     |      |
| 1994                                      | Europei         | Helsinki   | Lancio del giavellotto | 14ª (q)   | 55,08 m     |      |
| 1995                                      | Mondiali        | Göteborg   | Lancio del giavellotto | Oro       | 67,56 m     |      |
| 1996                                      | Giochi olimpici | Atlanta    | Lancio del giavellotto | 12ª       | 58,56 m     |      |